# Pistolet maszynowy OVP
OVP – włoski pistolet maszynowy produkowany w okresie międzywojennym.

## Historia
W czasie I wojny światowej zwiększyło się nasycenie walczących armii bronią automatyczną. W pierwszym etapie wojny były to głównie ciężkie karabiny maszynowe, ale z czasem do uzbrojenia zaczęły trafiać także lżejsze wzory broni automatycznej, lepiej dostosowane do użycia podczas ataku. W większości armii były to ręczne i lekkie karabiny maszynowe. Odmienną drogą postanowili pójść Włosi, którzy w 1915 roku postanowili wprowadzić do uzbrojenia podwójnie sprzężony pistolet maszynowy Villar-Perosa.
Doświadczenia z użycia pm Villar-Perosa wykazały, że nie jest on w stanie zastąpić karabinu maszynowego z uwagi na słabe parametry balistyczne amunicji pistoletowej podczas strzelania na większe odległości, zaś podczas walk na bliskich odległościach podwójnie sprzężona broń także jest mało przydatna z uwagi na konieczność strzelania z pozycji leżąc. Większych uwag nie było za to do samego funkcjonowania broni. Dlatego rozpoczęto prace nad bronią wykorzystującą podzespoły pm Villar-Perosa M1915, ale lepiej przystosowaną do wymagań pola walki.
Nowa broń powstała w zakładach Beretta i została przyjęta do uzbrojenia armii włoskiej jako Moschetto Automatico Beretta Mod. 1918. Zaprojektowany pistolet maszynowy wykorzystywał większość podzespołów pm Villar-Perosa, ale miał drewniane łoże i stałą kolbę oraz mechanizm spustowy. Dodatkowo pm wyposażono w składany bagnet (identyczny jak w karabinku Moschetto per Cavalleria Mod. 1891).
W 1920 firma Officine Villar Perosa rozpoczęła produkcję konkurencyjnego dla Beretty M1918 pistoletu maszynowego OVP. Podobnie jak w przypadku M1918, OVP wykorzystywał większość podzespołów pm Villar-Perosa M1915, miał stałą kolbę i nowy mechanizm spustowy. W odróżnieniu od M1918, który był sadzony w osadzie zbliżonej do zastosowanej w karabinkach, OVP miał stałą kolbę z integralnym chwytem pistoletowym przymocowaną do tylca komory zamkowej. Druga dłoń strzelca miała trzymać broń za odcinek komory zamkowej położony pomiędzy komorą spustowa, a umieszczonym od dołu oknem wyrzutowym łusek (gniazdo magazynka znajdowało się na szczycie komory zamkowej). Zaprojektowany dla OVP mechanizm spustowy miał dwa języki spustowe (do ognia pojedynczego i seriami). OVP nie był produkowany w dużych ilościach, ale znalazł się na uzbrojeniu armii włoskiej jako Moschetto Automatico OVP (wł. karabinek automatyczny OVP) i był używany przez oddziały pomocnicze i kolonialne w początkowym okresie II wojny światowej. Później zastąpił go pm Moschetto Automatico Mod. 1938.

## Opis
OVP był bronią samoczynną. Automatyka broni działa na zasadzie odrzutu zamka półswobodnego. Magazynki 25 nabojowe, przyłączane od góry broni. Kolba stała. Przyrządy celownicze mechaniczne, składają się z muszki i celownika szczerbinkowego.